# Teniel Campbell
Teniel Campbell (Hardbargain, 23 september 1997) is een wegwielrenster en voormalig baanwielrenster uit Trinidad en Tobago die sinds 2021 voor de Australische wielerploeg Team Jayco AlUla rijdt.

## Carrière
In 2018 reed ze bij het team van het World Cycling Center van de UCI, inclusief een stage vanaf 1 augustus bij Cogeas-Mettler. Ook in 2019 reed ze bij het UCI-team, een jaar later kwam ze voor het Italiaanse Valcar-Travel & Service uit.
Campbell won goud bij 2018 de wegwedstrijd tijdens de Centraal-Amerikaanse en Caraïbische Spelen. In 2019 won ze beide etappes en alle klassementen van de Tour de Belle Isle en Terre - Kreiz Breizh Elites Dames en op de Pan-Amerikaanse Spelen won ze zilver op zowel de tijdrit als de wegwedstrijd. Ze werd Pan-Amerikaans kampioene tijdrijden bij de beloften en in de wegwedstrijd werd ze derde bij de elite, waarmee ze de beste in de beloftencategorie was.
In juli 2021 nam ze namens Trinidad en Tobago deel aan de Olympische Zomerspelen 2020; ze haalde in de wegwedstrijd echter niet de finish. In september won ze de zesde etappe in de Tour de l'Ardèche 2021.
Ze is de jongere broer van baan- en wegwielrenner Akil Campbell.

## Palmares

### Baanwielrennen
| Jaar      | TTK            | P-AK                                     | WK             | Overige                                        |
| Als elite | Als elite      | Als elite                                | Als elite      | Als elite                                      |
| --------- | -------------- | ---------------------------------------- | -------------- | ---------------------------------------------- |
| 2015      |                | 7e achtervolging                         |                |                                                |
| 2016      | Geen deelnames | Geen deelnames                           | Geen deelnames | Geen deelnames                                 |
| 2017      |                | 7e 500m tijdrit 7e omnium 9e keirin      |                |                                                |
| 2018      |                |                                          |                | C-A en CS: · omnium · scratch · 5e puntenkoers |
| 2019      | Geen deelnames | Geen deelnames                           | Geen deelnames | Geen deelnames                                 |
| 2020      | Geen deelnames | Geen deelnames                           | Geen deelnames | Geen deelnames                                 |
| 2021      | Geen deelnames | Geen deelnames                           | Geen deelnames | Geen deelnames                                 |
| 2022      |                | puntenkoers · achtervolging · afvalkoers |                |                                                |

### Wegwielrennen
2018
 Centraal-Amerikaanse en Caraïbische Spelen, wegwedstrijd
2019
2e etappe Ronde van Thailand
 Pan-Amerikaans kampioene tijdrijden, beloften
 Pan-Amerikaans kampioene op de weg, beloften
 Pan-Amerikaans kampioenschap op de weg, elite
1e en 2e etappe Tour de Belle Isle en Terre - Kreiz Breizh Elites Dames
Eind- en puntenklassement Tour de Belle Isle en Terre - Kreiz Breizh Elites Dames
 Pan-Amerikaanse Spelen, individuele tijdrit
 Pan-Amerikaanse Spelen, wegwedstrijd
2021
 Pan-Amerikaans kampioenschap op de weg, elite
6e etappe Tour de l'Ardèche
2022
 Nationaal kampioene tijdrijden
 Nationaal kampioene op de weg
 Caribisch kampioene tijdrijden
2024
 Nationaal kampioene tijdrijden
 Nationaal kampioene op de weg
2025
 Pan-Amerikaans kampioenschap tijdrijden
 Pan-Amerikaans kampioenschap op de weg

### Resultaten in voornaamste wedstrijden
|      | \| Jaar \| Gent-Wevelgem \| Ronde van Vlaanderen \| Parijs-Roubaix \| Strade Bianche \| Nokere Koerse \| \| WK op de weg \| \| ---- \| ------------- \| -------------------- \| -------------- \| -------------- \| ------------- \| \| ------------ \| \| 2018 \| \| \| \| \| \| \| opgave \| \| 2019 \| \| \| \| \| 5e \| \| 69e \| \| 2020 \| \| \| \| \| \| \| 47e \| \| 2021 \| 96e \| 82e \| buit.tijd \| opgave \| \| \| opgave \| \| 2022 \| opgave \| \| 42e \| \| 17e \| \| \| \| 2023 \| \| \| 78e \| \| \| \| 50e \| \| 2024 \| 82e \| \| 39e \| \| opgave \| \| 47e \| |                      |                |                |               |  |              |
| Jaar | Gent-Wevelgem | Ronde van Vlaanderen | Parijs-Roubaix | Strade Bianche | Nokere Koerse |  | WK op de weg |
| 2018 | |                      |                |                |               |  | opgave       |
| 2019 | |                      |                |                | 5e            |  | 69e          |
| 2020 | |                      |                |                |               |  | 47e          |
| 2021 | 96e | 82e                  | buit.tijd      | opgave         |               |  | opgave       |
| 2022 | opgave |                      | 42e            |                | 17e           |  |              |
| 2023 | |                      | 78e            |                |               |  | 50e          |
| 2024 | 82e |                      | 39e            |                | opgave        |  | 47e          |

## Ploegen
- 2018 –  Cogeas-Mettler (stagiair vanaf 1 augustus)
- 2020 –  Valcar-Travel & Service
- 2021 –  Team BikeExchange
- 2022 –  Team BikeExchange Jayco
- 2023 –  Team Jayco AlUla
- 2024 –  Liv AlUla Jayco

Allen · Brown · Campbell · Ensing · Fidanza · Kennedy · Roberts · Roy · Santesteban · Spratt · Tenniglo · Williams · Žigart
Allen · Baker · Campbell · Faulkner · Fidanza · Kessler · Manly · Roseman-Gannon · Santesteban · Spratt · Tan · Williams · Žigart
Allen · Baker · Campbell · Faulkner · Gåskjenn · Howe · Kessler · Manly · Pate · Paternoster · Polites · Roseman-Gannon · Santesteban · Tan · Žigart
Andersson · Baker · Campbell · García · Gåskjenn · Howe · Korevaar · Manly · Pate · Paternoster · Roseman-Gannon · Smulders · Ton · Trevisi · Wyllie · Žigart